# Abraxas obscurifrons
Abraxas obscurifrons är en fjärilsart som beskrevs av Eugen Wehrli 1935. Abraxas obscurifrons ingår i släktet Abraxas och familjen mätare. Inga underarter finns listade i Catalogue of Life.